# ルーシー・パウエル
ルーシー・マリア・パウエル（英:Lucy Powell、Lucy Maria Powell、1974年10月10日 - ） は、イギリスの政治家。
労働党所属の庶民院議員(5期)、庶民院院内総務(第100代)・枢密院議長。

## 来歴
マンチェスター生まれ。ビーバーロード小学校、パーズウッド高等学校を卒業後、ザビエル大学で一般教育修了上級レベルを取得した。その後、オックスフォード大学のサマーヴィル・カレッジとキングス・カレッジ・ロンドンで化学を学んだ。
パウエルは、1997年の総選挙中に労働党本部で働いた後、国会議員補佐官として働いた。
パウエルはユーロ支持と欧州のための憲法を制定する条約を指示する圧力団体「欧州におけるイギリス（BiE）」に加わり、クリストファー・パッテン、ニール・キノック、ニック・クレッグらと共に働いた。
2005年6月にBiEが解散した後、パウエルはNESTA（国立科学技術芸術基金）で広報業務に携わった後、その後マンチェスター・イノベーション基金プロジェクトの設立と管理に携わった。
2010年の労働党党首選挙ではエド・ミリバンドの選挙運動を指揮して当選に導き、その後2年間にわたりミリバンドの首席補佐官を務めた。
2012年の補欠選挙で庶民院議員に初当選した。2013年10月に影の保育・幼児教育大臣に任命され、2014年11月には影の内閣府大臣に任命された。
2015年より影の教育大臣を務めていたが、コービンに対する反発から2016年6月26日に辞任した。
2020年4月9日、パウエルは影のビジネス・消費者大臣に任命された。 2021年5月の影の内閣改造では影の住宅大臣に横滑りした。 2021年11月の影の内閣改造では文化・メディア・スポーツ大臣に任命された。
2024年の総選挙で労働党が政権を獲得しスターマー内閣が発足したことを受けて庶民院院内総務・枢密院議長に就任した。